# Lorenzo Carbonell Santacruz
Pour les articles homonymes, voir Carbonell et Santacruz (homonymie).
Lorenzo Carbonell Santacruz, né à Alicante en 1883 et mort en 1968, est le maire d'Alicante entre 1931 et 1936.

## Biographie
Lorenzo Carbonell devient franc-maçon en 1905, à 22 ans, dans la Loge Constante Alona d'Alicante. Il atteint le grade 18e du rite écossais ancien et accepté et son nom symbolique est Maximo Gorki. 